# Crossidius pulchellus
Crossidius pulchellus är en skalbaggsart som beskrevs av Leconte 1861. Crossidius pulchellus ingår i släktet Crossidius och familjen långhorningar. Inga underarter finns listade i Catalogue of Life.